# Campeonato Mundial Júnior de Patinação Artística no Gelo de 1984
O Campeonato Mundial Júnior de Patinação Artística no Gelo de 1984 foi a nona edição do Campeonato Mundial Júnior de Patinação Artística no Gelo, um evento anual de patinação artística no gelo organizado pela União Internacional de Patinação (em inglês:  International Skating Union) onde os patinadores artísticos competem pelo título de campeão mundial júnior. A competição foi disputada entre os dias 5 de dezembro e 11 de dezembro de 1983, na cidade de Sapporo, Japão.
O Troféu NHK, uma competição sênior anual regular, não foi disputada neste ano, sendo substituído substituído pelo Campeonato Mundial Júnior.

## Eventos
- Individual masculino
- Individual feminino
- Duplas
- Dança no gelo

## Medalhistas
| Evento                        | Ouro                                               | Prata                                                    | Bronze                                                |
| Individual masculino detalhes | Victor Petrenko · União Soviética                  | Marc Ferland · Canadá                                    | Tom Cierniak · Estados Unidos                         |
| Individual feminino detalhes  | Karin Hendschke · Alemanha Oriental                | Simone Koch · Alemanha Oriental                          | Midori Ito · Japão                                    |
| Duplas detalhes               | Manuela Landgraf · Ingo Steuer · Alemanha Oriental | Susan Dungjen · Jason Dungjen · Estados Unidos           | Olga Neizvestnaya · Sergei Hudyakov · União Soviética |
| Dança no gelo detalhes        | Elena Krikanova · Evgeni Platov · União Soviética  | Christina Yatsuhashi · Keith Yatsuhashi · Estados Unidos | Svetlana Liapina · Georgi Sur · União Soviética       |

## Resultados

### Individual masculino
| Pos.              | Nome              | Nacionalidade      | Pontos | FC | PC | PL |
| ----------------- | ----------------- | ------------------ | ------ | -- | -- | -- |
| Medalha de ouro   | Victor Petrenko   | União Soviética    | 3.2    | 3  | 1  | 1  |
| Medalha de prata  | Marc Ferland      | Canadá             | 4.0    | 2  | 2  | 2  |
| Medalha de bronze | Tom Cierniak      | Estados Unidos     | 7.8    | 1  | 3  | 6  |
| 4                 | Erik Larson       | Estados Unidos     | 8.0    | 5  | 5  | 3  |
| 5                 | Vladimir Petrenko | União Soviética    | 8.0    | 4  | 4  | 4  |
| 6                 | Matthew Hall      | Canadá             | 11.6   | 7  | 6  | 5  |
| 7                 | Alain Miquel      | França             | 16.4   | 11 | 7  | 7  |
| 8                 | Noritomo Taniuchi | Japão              | 17.8   | 8  | 10 | 9  |
| 9                 | Fredric Lipka     | França             | 19.0   | 9  | 9  | 10 |
| 10                | Henrik Walentin   | Dinamarca          | 20.4   | 12 | 13 | 8  |
| 11                | Daniel Weiss      | Alemanha Ocidental | 21.2   | 10 | 8  | 12 |
| 12                | Hiroshi Sugiyama  | Japão              | 24.8   | 13 | 15 | 11 |
| 13                | Pavel Vanco       | Tchecoslováquia    | 27.0   | 16 | 11 | 13 |
| 14                | Tsiu-Yen Leigh    | Reino Unido        | 30.0   | 17 | 12 | 15 |
| 15                | Jung Il Sung      | Coreia do Sul      | 30.4   | 15 | 16 | 16 |
| 16                | Sean Abram        | Austrália          | 31.4   | 15 | 16 | 16 |
| 17                | Zhang Weidong     | China              | 32.2   | 14 | 17 | 17 |

### Individual feminino
| Pos.              | Nome                | Nacionalidade      | Pontos | FC | PC | PL |
| ----------------- | ------------------- | ------------------ | ------ | -- | -- | -- |
| Medalha de ouro   | Karin Hendschke     | Alemanha Oriental  | 6.6    | 2  | 6  | 3  |
| Medalha de prata  | Simone Koch         | Alemanha Oriental  | 7.4    | 7  | 3  | 2  |
| Medalha de bronze | Midori Ito          | Japão              | 9.2    | 13 | 1  | 1  |
| 4                 | Kathryn Adams       | Estados Unidos     | 13.6   | 9  | 8  | 5  |
| 5                 | Heike Gobbers       | Alemanha Ocidental | 14.8   | 8  | 10 | 6  |
| 6                 | Irina Klimova       | União Soviética    | 14.8   | 10 | 2  | 8  |
| 7                 | Gigi Siegert        | Áustria            | 15.8   | 1  | 13 | 10 |
| 8                 | Constanze Gensel    | Alemanha Oriental  | 17.0   | 19 | 4  | 4  |
| 9                 | Melissa Murphy      | Canadá             | 18.4   | 3  | 14 | 11 |
| 10                | Claudia Villiger    | Suíça              | 18.8   | 15 | 7  | 7  |
| 11                | Pinuccia Ferrarid   | Itália             | 19.4   | 6  | 17 | 9  |
| 12                | Nathalie Sasseville | Canadá             | 21.6   | 4  | 18 | 12 |
| 13                | Željka Čižmešija    | Iugoslávia         | 24.0   | 11 | 11 | 13 |
| 14                | Veronique Degardin  | França             | 27.2   | 12 | 15 | 14 |
| 15                | Daniela Sarfidis    | Áustria            | 27.4   | 5  | 21 | 16 |
| 16                | Ingrid Karl         | Alemanha Ocidental | 28.2   | 14 | 12 | 15 |

### Duplas
| Pos.              | Nome                                | Nacionalidade      | Pontos | PC | PL |
| ----------------- | ----------------------------------- | ------------------ | ------ | -- | -- |
| Medalha de ouro   | Manuela Landgraf / Ingo Steuer      | Alemanha Oriental  | 1.8    | 2  | 1  |
| Medalha de prata  | Susan Dungjen / Jason Dungjen       | Estados Unidos     | 3.2    | 3  | 2  |
| Medalha de bronze | Olga Neizvestnaya / Sergei Hudyakov | União Soviética    | 3.4    | 1  | 3  |
| 4                 | Irina Shishova / Aleksey Sulejmanov | União Soviética    | 5.6    | 4  | 4  |
| 5                 | Ekaterina Gordeeva / Sergei Grinkov | União Soviética    | 7.4    | 6  | 5  |
| 6                 | Penny Schultz / Scott Grover        | Canadá             | 8.8    | 7  | 6  |
| 7                 | Danielle Carr / Stephen Carr        | Austrália          | 9.0    | 5  | 7  |
| 8                 | Sonja Hoefler / Marc Druener        | Alemanha Ocidental | 11.2   | 8  | 8  |
| 9                 | Lisa Cushley / Niel Cushley         | Reino Unido        | 12.6   | 9  | 9  |
| 10                | Jan Waggoner / Todd Waggoner        | Estados Unidos     | 14.4   | 11 | 10 |
| 11                | Jihong Sun / Jun Fan                | China              | 15.0   | 10 | 11 |

### Dança no gelo
| Pos.              | Nome                                     | Nacionalidade      | Pontos | DC | DO | DL |
| ----------------- | ---------------------------------------- | ------------------ | ------ | -- | -- | -- |
| Medalha de ouro   | Elena Krikanova / Evgeny Platov          | União Soviética    | 2.0    | 1  | 1  | 1  |
| Medalha de prata  | Christina Yatsuhashi / Keith Yatsuhashi  | Estados Unidos     | 5.0    | 2  | 2  | 3  |
| Medalha de bronze | Svetlana Liapina / Georgi Sur            | União Soviética    | 6.8    | 6  | 3  | 2  |
| 4                 | Christine Horton / Michael Farrington    | Canadá             | 7.4    | 3  | 4  | 4  |
| 5                 | Joanne Borlase / Scott Chalmers          | Canadá             | 9.4    | 4  | 5  | 5  |
| 6                 | Doriane Bontemps / Charles-Henri Paliard | França             | 11.4   | 5  | 6  | 6  |
| 7                 | Stefania Calegari / Pasquale Camerlengo  | Itália             | 14.0   | 7  | 7  | 7  |
| 8                 | Honorata Gorna / Andrzej Dostatni        | Polônia            | 16.0   | 8  | 8  | 8  |
| 9                 | Corinne Paliard / Didier Courtois        | França             | 18.0   | 9  | 9  | 9  |
| 10                | Christine Goettler / Michael Loefflad    | Alemanha Ocidental | 20.0   | 10 | 10 | 10 |
| 11                | Dana Jendriskova / Roman Sabol           | Tchecoslováquia    | 22.0   | 11 | 11 | 11 |
| 12                | Beata Vilagos / Gabor Gagyor             | Hungria            | 24.0   | 12 | 12 | 12 |
| 13                | Cheryl Rushton / Mark Poole              | Reino Unido        | 26.6   | 14 | 13 | 13 |
| 14                | Monica Macdnald / Rodney Clarke          | Austrália          | 27.4   | 13 | 14 | 14 |
| 15                | Luyang Liu / Xiangdong Li                | China              | 30.0   | 15 | 15 | 15 |

## Quadro de medalhas
| Ordem | País              | Medalha de ouro | Medalha de prata | Medalha de bronze |    | Ordem por total |
| ----- | ----------------- | --------------- | ---------------- | ----------------- | -- | --------------- |
| 1     | Alemanha Oriental | 2               | 1                |                   | 3  | 2               |
| 2     | União Soviética   | 2               |                  | 2                 | 4  | 1               |
| 3     | Estados Unidos    |                 | 1                | 1                 | 2  | 3               |
| 3     | Japão             |                 | 1                | 1                 | 2  | 3               |
| 5     | Canadá            |                 | 1                |                   | 1  | 5               |
| TOTAL | TOTAL             | 4               | 4                | 4                 | 12 | —               |